# Claude Ferret
Pour les articles homonymes, voir Ferret.

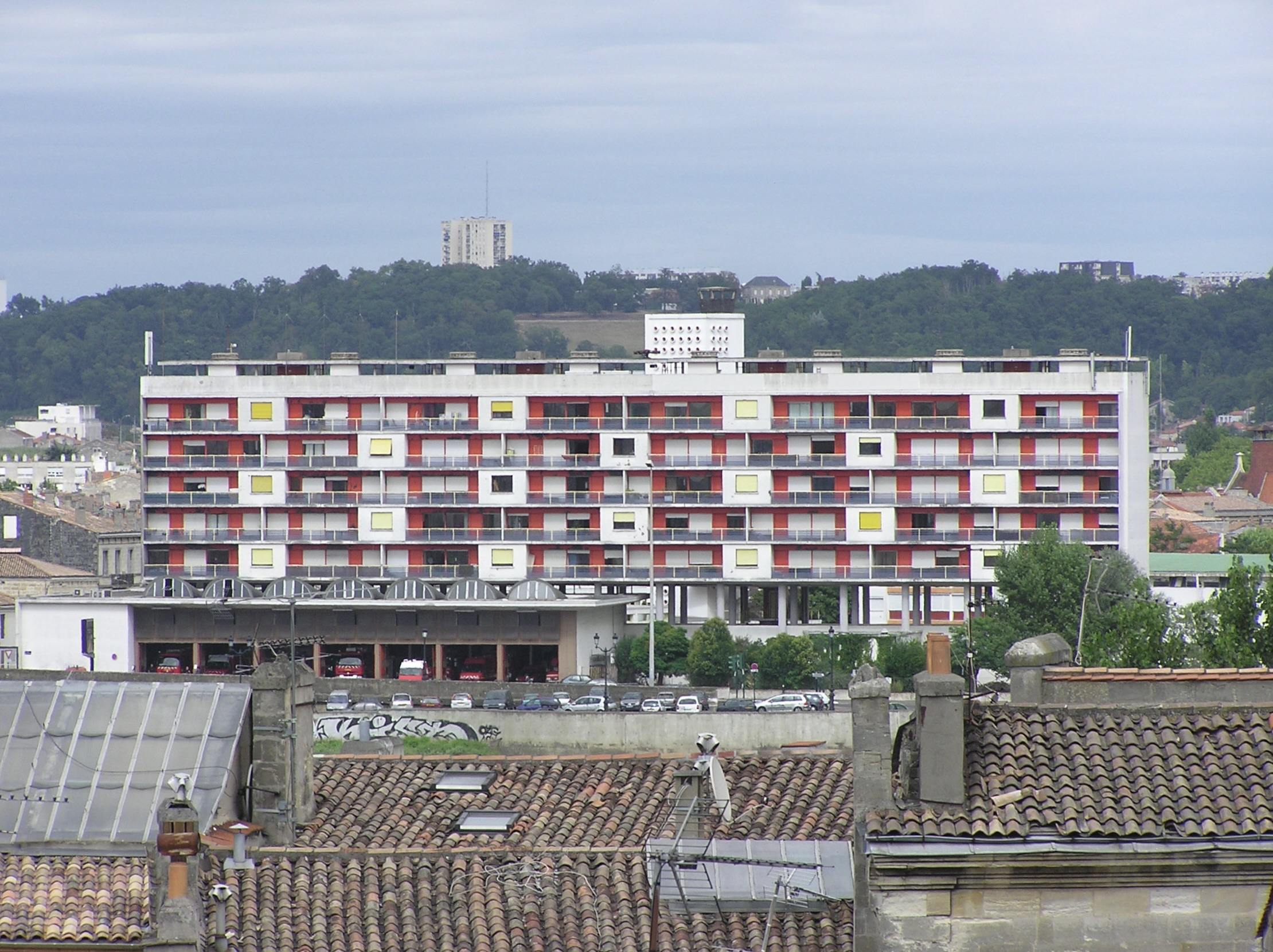
La caserne des pompiers de la Benauge à Bordeaux conçue par Claude Ferret

Claude Ferret, né à Bordeaux le 11 mars 1907 et mort à Gradignan le 5 décembre 1993, est un architecte et urbaniste français,,.

## Biographie
Claude Ferret est l'élève de Roger-Henri Expert et de Gaston Redon et obtient le diplôme d'architecte en 1937. En 1942, il succède à son père Pierre Ferret comme professeur chef d'atelier et directeur des études à l'école d'architecture de Bordeaux. 

## Œuvres
Claude Ferret est l'auteur d'une grande partie de la reconstruction de Royan, entre 1947 et 1964, puisqu'il cumule les fonctions d'architecte et d'urbaniste en chef. Son portrait peint en 1951 par son ami Pierre-Albert Bégaud, également enseignant à l'école d'architecture de Bordeaux, commémore son rôle dans cette reconstruction.  Entre 1950 et 1954, il a construit à Bordeaux la caserne des pompiers de la Benauge en collaboration avec Yves Salier et Adrien Courtois. Il est aussi à l'origine de la salle des fêtes du Grand Parc de Bordeaux. 

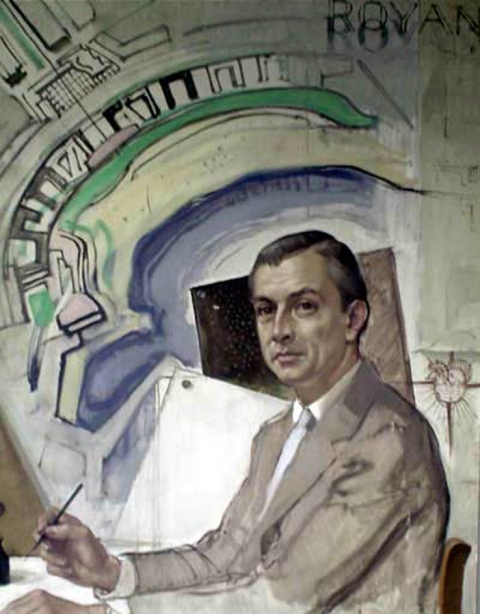
Portrait de Claude Ferret par Pierre-Albert Bégaud

## Quatre générations d'architectes
Claude Ferret s'inscrit dans une lignée d'architectes, entre son père, son fils et sa petite-fille. Il est le fils de Pierre Ferret, architecte bordelais auteur de la Maison Frugès, le père de l'architecte bordelais Pierre Ferret et le grand-père de Venezia Ferret, elle aussi architecte.